# Senotainia stackelbergi
Senotainia stackelbergi är en tvåvingeart som beskrevs av Yu. G. Verves 1979. Senotainia stackelbergi ingår i släktet Senotainia och familjen köttflugor.
Artens utbredningsområde är Uzbekistan. Inga underarter finns listade i Catalogue of Life.